# András Schäfer
András Schäfer (Szombathely, 13 de abril de 1999), é um futebolista húngaro que joga como meio-campista no Union Berlin, clube da Bundesliga.

## Carreira
Fez sua estreia na Liga Húngara pelo MTK jogando fora de casa contra o Gyirmót em 1 de abril de 2017.
Em 17 de janeiro de 2020, ele se juntou ao Dunajská Streda, jogando na Fortuna Liga por empréstimo até o final da temporada 2019-2020, com opção de compra.
Fez sua estreia com a seleção húngara na vitória por 1-0 da Liga das Nações da UEFA sobre a Turquia em 3 de setembro de 2020.
Em 1 de junho de 2021, ele foi incluído na seleção final de 26 jogadores para representar a Hungria no torneio remarcado da UEFA Euro 2020. Ele marcou seu primeiro gol internacional em 4 de junho de 2021, em uma vitória por 1-0 contra Chipre.
| No. | Date        | Venue                                    | Opponent | Score | Result | Competition |
| --- | ----------- | ---------------------------------------- | -------- | ----- | ------ | ----------- |
| 1   | 4 June 2021 | Szusza Ferenc Stadion, Budapest, Hungary | Chipre   | 1–0   | 1–0    | Friendly    |